# الموسوعة الكاثوليكية الحديثة
الموسوعة الكاثوليكية الحديثة: هي مرجع عن تاريخ ومعتقدات الكنيسة الرومانية الكاثوليكية طبعت بداية عام 1967، أما الطبعة الثانية فطبعت عام 2002.